# Przenicowany świat (film)
Przenicowany świat (ros. Обитаемый остров) – rosyjski dwuczęściowy film science fiction z 2008 roku w reżyserii Fiodora Bondarczuka. Druga część nosi tytuł Przenicowany świat: Starcie (Обитаемый остров: Схватка, 2009). Scenariusz do filmu napisali m.in. ukraińscy pisarze Marina i Siergiej Diaczenko na podstawie powieści Przenicowany świat autorstwa Arkadija i Borysa Strugackich

## Fabuła
Dwuczęściowy film opowiada o losach Maksyma Kammerera, ziemskiego kosmonauty, który wskutek awarii swojego statku kosmicznego zmuszony jest awaryjnie lądować na planecie Saraksz. By powrócić na Ziemię zmuszony jest szukać kontaktu z miejscową ludnością. Zostaje pojmany przez oddział wojskowy, a następnie przewieziony do stolicy kraju. Tam staje się przedmiotem rozgrywki między frakcjami Nieznanych Ojców – totalitarnych władców rządzących państwem. Przy próbie dostarczenia go do Wędrowca – jednego z najwyższych urzędników – ucieka. Zaprzyjaźnia się z rodzeństwem Gajem (którego spotkał już wcześniej) i Radą Gaal. Od nich dowiaduje się o postapokaliptycznym świecie do którego przyszło mu trafić. Dołącza do Legionu Bojowego, oddziału mającego walczyć z tzw. wyrodkami, antypaństwowym elementem, który w propagandzie przedstawiany jest jako zagrożenie dla ludności. Wplątany w różne konflikty na planecie Saraksz, z biegiem czasu dostrzega prawdziwą naturę panującego ustroju i decyduje się go obalić. W międzyczasie zakochuje się w Radzie i podejmuje walkę z tyranią, która trwać będzie przez obie części filmu.

## Produkcja
Pomysłodawcą przeniesienia klasycznej antyutopijnej powieści science fiction braci Strugackich był rosyjski producent filmowy Aleksandr Rodnianski. Pierwszą wersję scenariusza napisał Edward Wołodarski, ale nie została ona zaakceptowana przez Fiodora Bondarczuka. Wprowadzenie poprawek powierzył on parze ukraińskich pisarzy – Marinie i Siergiejowi Diaczenko. Zdjęcia rozpoczęto w lutym 2007 r., a zakończono w październiku tego samego roku. Od samego początku planowano, że ekranizacja powieści będzie składać się z dwóch części, które nakręcono za jednym zamachem, a następnie w fazie postprodukcji podzielono na dwa oddzielne filmy. Budżet filmu wyniósł 36,6 milionów dolarów, z czego 10 milionów przeznaczono na działania marketingowe promujące film. W niektórych scenach brało udział ok. 7 tysięcy statystów, użyto 300 modeli pojazdów, 3 tysiące kostiumów, zamówiono 13 czołgów i pojazdów opancerzonych oraz stworzono modele ok. 13 000 unikalnych budynków. Ograniczona premiera filmu w kilku miastach Rosji i Ukrainy odbyła się 18 grudnia 2008 r., a do szerszej widowni Przenicowany świat trafił 29 grudnia 2008 r. i 1 stycznia 2009 roku. W pierwszy weekend film zarobił ok. 10 milionów dolarów, a do połowy stycznia już ponad 20 milionów. 23 kwietnia 2009 r. miała miejsce premiera drugiej części filmu.
Przenicowany świat zyskał pozytywną opinię Borysa Strugackiego, który docenił wierność dzieła wobec swego literackiego pierwowzoru. Jednoznacznej krytyce poddał go natomiast Siergiej Łukjanienko, który zarzucił filmowi płytkość, miałkość oraz zagubienie antytotalitarnego sensu powieści. Z nieprzychylnymi opiniami spotkał się także dobór aktorów, jakiego dokonał Bondarczuk. Główne role, zgodnie z zamysłem reżysera, otrzymali debiutanci lub mało doświadczeni aktorzy. Gra aktorska odtwórcy głównej roli, Wasilija Stiepanowa okazała się jednak fatalna. Jak przyznał później Bondarczuk do tej roli szukał aktora, który miał być przede wszystkim przystojny – co po premierze filmu uznał za swój błąd. O Stiepanowie, jego urodzie i kiepskich zdolnościach aktorskich zaczęły krążyć w Rosji dowcipy. Doceniona natomiast została gra drugoplanowych aktorów, na czele z Aleksiejem Sieriebriakowem.

## Obsada
- Wasilij Stiepanow – Maksym Kammerer (głos podkłada Maksim Matwiejew)
- Fiodor Bondarczuk – Prokurator
- Julija Snigir´ – Rada Gaal
- Piotr Fiodorow – Gaj Gaal
- Aleksiej Sieriebriakow – Wędrowiec
- Siergiej Garmasz – Zef
- Andriej Mierzlikin – Fank
- Jurij Kucenko – Dzik
- Michaił Jewłanow – Rotmistrz Czaczu
- Anna Michałkowa – Ordi Tader
- Siergiej Barkowski – Nolle Renadu
- Maksim Suchanow – Ojciec
- Aleksiej Gorbunow – Szurin
- Jewgienij Sidichin – Test

## Plenery
Zdjęcia kręcono na Krymie: w Sewastopolu, Koktebelu, Kerczu i Massandrze k. Jałty.